# Битка при Халхин Гол
Битката при Халхин Гол (на монголски: Халхын голын байлдаан; на руски: бои при Халхин-Голе; на японски: ノモンハン事件, Номонхан джикен, „Номонхански индицент“) е решителното сражение от необявените Съветско-японски погранични конфликти, водено между Съветския съюз, Монголия и Японската империя през 1939 г.
Битката е наименувана на р. Халхин Гол, която минава през бойното поле. В Япония битката става известна като Номонхански инцидент по името на близко село на границата между Монголия и Манджоугуо. Битката е категорична победа за Съветската армия.

## Предходни събития
След окупацията на Манджурия и Корея, Япония насочва военните си интереси към съветски територии, които граничат с тях. Първият значителен граничен инцидент между двете страни, битката при езерото Хасан, става в Приморския край през 1938 г. Сблъсъци между японските и съветските сили са често събитие по границата на Манджурия.
През 1939 г. Манджурия е марионетна държава на Япония, известна като Манджоугуо. Японците твърдят, че границата между Монголската народна република и Манджоугуо е Халкин Гол (река Халхин), вливаща се в езерото Блуир. Монголците и техните съветски съюзници обаче поддържат, че границата минава на 26 километра източно от реката, близо до с. Номонхан.
Основната окупационна армия в Манджоугуо е японската Квантунска армия, състояща се от някои от най-добрите японски подразделения през 1939 г. Западната граница обаче се охранява от новосформираната 23-та дивизия на Японската имперска армия под командването на генерал Мичитаро Комацубара, включваща няколко части на армията и граничната гвардия на Манджоугуо.
Съветските сили се състоят от 57-и специален корпус, разположен напред от Трансбайкалския военен окръг, отговарящ за отбраната на границата между Сибир и Манджурия. Монголските войски включват главно моторизирана пехота.
През 1939 г. японският кабинет изпраща инструкции на Квантунската армия да усили и укрепи границите на Манджоугуо с Монголия и Съветския съюз. Квантунската армия, която от дълго време е позиционирана в Манджурия, далеч от Японските острови, е придобила голяма степен на автономност и не се нуждае от разрешение от японското правителство, преди да пристъпи към агресивни действия срещу Съветите.

## Действия от май, юни и юли
Инцидентът започва на 11 май 1939 г. Монголска кавалерийска част от около 70 – 90 души навлиза в оспорваната зона в търсене на паша за конете. В този ден кавалерията на Манджоугуо напада монголците и ги отхвърля зад Халхин Гол. На следващия ден монголците се завръщат с по-голяма численост и манджурците не могат да ги изтикат.
На 14 май подполковник Яозо Азума повежда разузнавателния полк на 23-та дивизия, подкрепен от 64-ти полк на същата дивизия под командването на полковник Такемицу Ягамата в територията и монголците се оттеглят. Съветски и монголски войски обаче се връщат в оспорвания район и силите на Азума отново се придвижват, за да ги изгонят. На 28 май съветските и монголските сили обкръжават и унищожават силите на Азума, като по заповед на монголския главнокомандващ маршал Хорлоогийн Чойбалсан в боевете са вкарани два моторизирани и един танков монголски батальони, с което положението става критично за японците. Японците губят 8 офицери и 97 войници убити, 1 офицер и 33 войници ранени или общо загуби от 63%.
И двете страни започват да струпват сили в района: скоро Япония има 30 000 души в областта. Руснаците изпращат нов командир –Георгий Жуков, който пристига на 5 юни, водейки повече бронирани и моторизирани части в бойната зона. Японците спечелват това сражение, унищожавайки с 50% повече съветски самолети, отколкото загубват, но ударът е извършен от Квантунската армия без предварително разрешение от щаба на Имперската армия в Токио. Токио незабавно заповядва на военновъздушните сили да не провеждат повече удари. Междувременно монголски моторизирани войски откриват артилерийски огън срещу японския 13-и артилерийски батальон, с който се завързват артилерийски боеве.
През целия юни постъпват доклади за съветска и монголска активност от двете страни на реката близо до Номонхан и маломащабни атаки срещу изолирани манджурски части. В края на месеца командирът на японската 23-та дивизия генерал Мичитаро Комацубара получава разрешение „да изгони нашествениците“. Японците планират удар в две направления. Три полка плюс част от четвърти, включващи три от 23-та дивизия – 71-ви и 72-ри пехотни полка, 26-и полк на полковник Шиничиро Суми, зает от 7-а дивизия, и един батальон от 64-ти пехотен полк, трябва да форсират Халкин Гол и да унищожат комунистическите сили на хълма Байнцаган на западния бряг на реката, след което да завият наляво и да напреднат на юг към моста Каватама. Второто направление на атаката е задача на отделението на Ясуока, състоящо се от 3-ти и 4-ти танков полк, плюс част от 64-ти полк, батальон от 28-и пехотен полк, отделен от 7-а дивизия, 24-ти инженерен полк и батальон от 13-и полеви артилерийски батальон под общото командване на генерал-лейтенат Ясуока Масаоми. Тези сили трябва да нападнат съветските войски на западния бряг на Халхин Гол и северния бряг на река Холстен. Двата японски удара трябва да се срещнат в съветския гръб, обкръжавайки руснаците.
Северната ударна група успява да прекоси Халхин Гол, изтиквайки руснаците от хълма Байнцаган и напредвайки на юг по западния бряг. Жуков обаче, възприемайки заплахата, заповядва контраатака с 450 танка и бронирани автомобила. Руските бронирани части, макар и неподкрепени от пехота, нападат японците от три страни и почти ги обкръжават. Японските сили, затруднени и от това, че имат само един понтонен мост над реката за доставки (повечето от мостовия им персонал е изпратен на юг във войната с Китай) са принудени да отстъпят, прекосявайки повторно реката на 5 юли. Междувременно отделението на Ясуока (южната ударна група) напада през нощта на 2 юли, придвижвайки се нощем, за да избегне съветската артилерия на височините на западния бряг на реката. Последва ожесточена битка, в която отделението на Ясуока губи почти половината си бронирани машини, но въпреки това не успява да пробие съветските сили на източния бряг и да достигне моста Каватама. След като съветска контраатака на 9 юли отхвърля назад изтощената част на Ясуока, тя е разпусната и Ясуока е освободен.
Двете армии продължават да водят схватки през следващите две седмици по четирикилометров фронт, минаващ по източния бряг на Халхин Гол до съединяването ѝ с река Холстен. Жуков, чиято армия е на 750 км от базата си за снабдяване, събира 2600 камиона за снабдяване на войските си, докато японците имат сериозни проблеми със снабдяването поради липса на подобен моторен транспорт. На 23 юли японците предприемат друга голямомащабна атака, изпращайки 64-ти и 72-ри полк срещу съветските сили, отбраняващи моста Каватама. Японски артилерийски части подкрепят атаката с масивен бараж, който изчерпва повече от половината от запасите им с муниции за два дни. Атаката постига известен прогрес, но не успява да пробие съветските линии и да достигне моста. Японците се оттеглят на 25 юли поради покачващите се жертви и изчерпващи се запаси с муниции. Те са претърпели загуби от над 5000 убити и ранени дотогава, но все още разполагат със 75 000 души и няколкостотин самолета. Битката преминава в патово положение.

## Август: ударът на Жуков и Чойбалсан
Японците се прегрупират и планират трета голяма офанзива срещу Съветите на 24 август, но не получават тази възможност. Жуков е събрал значителни бронирани сили под формата на три танкови бригади (4-та, 6-а и 11-а) и две механизирани бригади (7-а и 8-а, които са части от бронирани коли с прикрепена пехотна поддръжка). Тези сили са разположени на лявото и дясното съветско крило. Общо Жуков разполага с три пехотни дивизии, две танкови дивизии, още две танкови бригади (общо 498 танка), две моторизирани пехотни дивизии и въздушно крило от около 250 изтребители и бомбардировачи за разгръщане срещу японците. Монголците се включват с първа моторизирана дивизия и 2-ри и 3-ти танкови батальони, а също и 4 и 5-и тежкокартечни батальона и две кавалерийски дивизии, а общото командване на съветско монголските сили поема маршал Хорлоогийн Чойбалсан. За разлика от него Квантунската армия има само две лекобронирани дивизии в точката на атаката, изградени върху 23-та дивизия на ген. Мичитаро Комацубара, чийто щаб е в Хайлар, столица на Синян, на над 150 км от зоната на боевете. Японското разузнаване не успява да установи мащаба на съветското струпване и размаха на атаката, планирана от Жуков и Чойбалсан. Монголски моторизирани отряди извършват разузнавателни дозорни обходи на неприятелските позиции като завързват картечен бой с японците.
Жуков решава, че е време да се излезе от патовото положение. Заедно с Чойбалсан той провежда заседание на 26 август 1939 г. и двамата решават, че е необходимо да разгърнат приблизително 50 000 съветски и монголски войници от 57-и Специален корпус и 4-ти и 6-и моторизирани монголски батальони за отбрана на източния бряг на Халхин Гол, след което прекосява реката на 20 август, за да нападне елитните японски сили с три пехотни дивизии, съсредоточена артилерия, танкова бригада и най-добрите самолети от Съветските военновъздушни сили. След като японците са притиснати от напредващите централни съветски части, руските бронирани части обхождат фланговете и нападат японците откъм тила, отрязвайки комуникационните им линии, като преодоляват отчаяните японски контраатаки (един японски офицер вади меча си и повежда пеша атака срещу съветските танкове) и постигат класическо двустранно обкръжаване (клещовиден маньовър), в която атака участват и монголските танкови батальони.
 Когато двете крила на атаката на Жуков се свързват при село Номонхан на 25 август, японската 23-та дивизия е попаднала в капан. На 26 август японската атака за освобождаване на 23-та дивизия се проваля. На 27 август 23-та дивизия се опитва да пробие обкръжението, но се проваля. Когато обградените войски отказват да се предадат, Жуков ги помита с артилерийски и въздушни атаки. Монголската артилерия унищожава позициите на 23-та дивизия, мотобатальоните на монголските войски контраатакуват японците, една четвърт от които падат в монголски плен. За военната си стратегия в битката при Халхин Гол монголският маршал Чойбалсан е награден за втори път със званието „Герой на Монголската народна република“, какъвто става и Жуков. Битката завършва на 31 август с пълното унищожение на японските сили. Останали японски части отстъпват на изток от с. Номонхан.
Докато Жуков и монголската народнореволюционна армия завършват унищожението на 23-та дивизия, на хиляди километри на запад стават големи събития. На следващия ден Хитлер започва своето нашествие в Полша и Втората световна война избухва в Европа.

## Последици
Оценките за жертвите значително се различават. Някои източници твърдят, че японците понасят 45 000 или повече убити, а руснаците поне 17 000 убити. Японците официално докладват 8440 убити и 8766 ранени, а руснаците първоначално обявяват 9284 общи загуби. Вероятно е данните, публикувани на времето, да са снижени с пропагандна цел. След отварянето на руските архиви, историкът Григорий Кривошееев посочва 7974 убити и 15 251 ранени. Подобни проучвания за японските жертви още не са се появили.
Макар че сражението е слабо известно на запад, то има значими последици за протичането на Втората световна война. Поражението убеждава Имперския генерален щаб в Токио, че стратегията на Северната ударна група (фаворит на сухопътните сили) за завладяване на Сибир до езерото Байкал е несъстоятелна. Вместо това, предпочитаната от военноморските сили Южна ударна група, която цели овладяване на ресурсите на Югоизточна Азия и особено на богатата на петрол и минерали Нидерландска Индия (днешна Индонезия) придобива предимство, което води до нападението над Пърл Харбър през декември 1941 г. Японците никога вече не предприемат настъпление срещу СССР. През 1941 г. двете държави подписват споразумения, уважаващи границите на Монголия и Манджоугуо и обещавайки неутралитет една спрямо друга. Двете страни остават в мирни отношения до съветско нахлуване в Манджоугуо през август 1945 г., в последните седмици на войната.
 Това е първата победа на съветския генерал Георгий Жуков, за която той получава първото от четирите си отличия Герой на Съветския съюз и е повишен и преместен в Киевския окръг. Бойният опит, придобит при Халхин Гол, му помага в битката при Москва през декември 1941 г., където той предприема първата успешна контраофанзива срещу германското нашествие от 1941 г. Много части на Сибирската и други Трансуралски армии са част от тази атака и решението да се придвижат дивизии от Сибир на запад е подпомогнато от руския супершпионин Рихард Зорге в Токио, който информира Москва, че японците гледат на юг и не е вероятно да предприемат друго нападение срещу Сибир в непосредствено бъдеще. Година след като отбива германците при столицата, Жуков планира и изпълнява офанзивата на Червената армия в битката при Сталинград, използвайки тактика, много подобна на тази от Халхин Гол. Съветските войски държат врага притиснат в центъра, струпват масивни части в района, без това да бъде открито и предприемат клещовидна атака по крилата, за да вкарат в капан вражеската армия. Подобна клещовидна атака е стара колкото битката при Кана, но Жуков има заслугата да установи точният момент и начин за извършването ѝ в такъв масивен и логистически предизвикателен мащаб. Огромна е и заслугата на маршал Хорлоогийн Чойбалсан, който вкарвайки в боевете една модернизирана монголска армия, не загубва нито едно сражение срещу японците и на много участъци от фронтовата линия монголските моторизирани, танкови и артилерийски съединения, доказват превъзходството си, както по отношение на качествата на монголските войници, така и по отношение на стратегическата инициатива на фронта срещу японските войски.
Японците обаче не извършват значителни промени в тактическите си доктрини. Те продължават да подчертават смелостта на индивидуалния войник пред струпването на войски и броня. Проблемите, пред които са изправени при Халхин Гол, и най-вече липсата на бронирани машини, отново ще ги сполетят, когато американците и британците се възстановяват от първоначалните си поражения през 1941 и началото на 1942 г. и се обръщат към завладяване на Японската империя.
На Международния военен трибунал за Далечния изток 14 японци са обвинени, че „са започнали агресивна война... срещу Монголската народна република в района на река Халхин Гол“ и че са водили война в нарушение на международното право“ срещу СССР. Кенчи Доихара, Хиранума Киичиро и Сеиширо Итагаки са осъдени по тези обвинения.
Монголският град Чойбалсан в Дорнодския аймаг, където се води битката, е местоположението на музея „Г. К. Жуков“, посветен на Жуков и битката от 1939 г. В Улан Батор също има музей „Г. К. Жуков“ с информация за битката.